# 毛利元一
毛利 元一（もうり もとかず、文化13年閏8月26日（1816年10月17日） - 明治22年（1889年）2月26日）は、長州藩一門家老である吉敷毛利家の13代当主。
父は毛利房謙。母は益田親愛の娘。正室は毛利房顕の娘。養子は毛利親直（上野五郎）、毛利重輔（山本重輔）。通称出雲。藩主の毛利斉元より偏諱の授与を受けて元一と名乗る。初名は元寧、別名に元潔（もときよ）が伝わる。

## 生涯
文化13年（1816年）、毛利房謙の子として生まれる。嘉永元年（1848年）、家督相続する。藩主毛利敬親（斉元の子）に仕え当職、留守居役、城代等の要職を歴任する。安政以降、郷校憲章館に、稽古引立役を置いて学生を監督し、優秀な者に他国での修行を命じた。また、本藩から高杉晋作、山縣有朋、井上馨らが憲章館を訪れて学んだ。文久3年（1863年）、一門阿川毛利熙徳の弟広悌の子の親直を養嫡子とする。明治元年（1868年）、藩副執政。明治2年（1869年）、大参事。明治3年（1870年）、隠居して家督を親直に譲る。明治7年（1874年）、親直が離籍したため、家督を再襲する。明治9年（1876年）、長州藩士山本信一の子の重輔を養子に迎える。明治17年（1884年）、養子重輔に家督を譲り再度隠居する。明治22年（1889年）2月26日没。享年74。墓所は山口市玄済寺。重輔は明治33年（1900年）に男爵に叙された。